# Torneio de tênis de Sopot
O torneio de tênis de Sopot compreende os eventos profissionais de tênis que acontecem ou aconteceram em Sopot, na Polônia. No calendário de elite, foi combinado masculino e feminino entre 2001 e 2004.
Atualmente, não abriga nenhum torneio, ATP ou WTA. O último nome comercial foi o do masculino: Orange Prokom Open.
- ATP de Sopot, torneio masculino organizado pela Associação de Tenistas Profissionais, na categoria ATP International Series;[1]
- WTA de Sopot, torneio feminino organizado pela Associação de Tênis Feminino, na categoria WTA Tier III.[2]